# Neufundlandbank

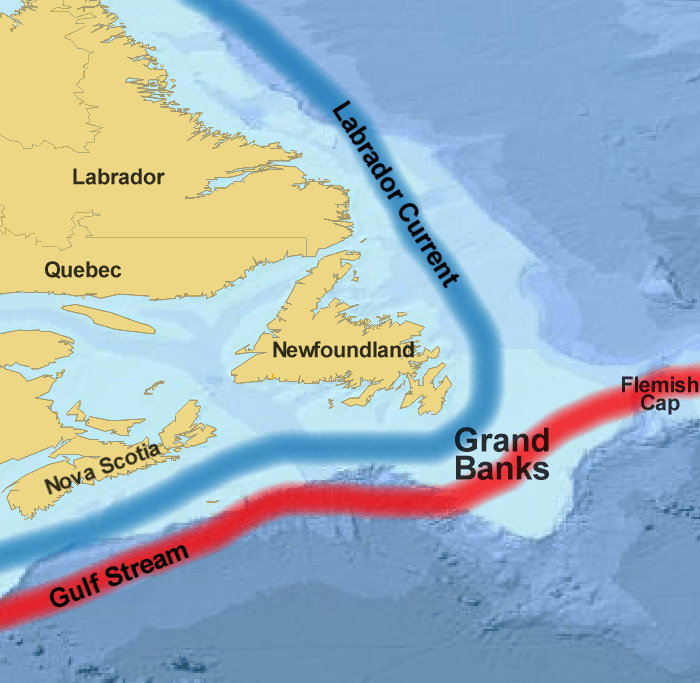
Neufundlandbank mit ihren Strömungen

Seekarte von 1861

Die Neufundlandbank (engl.: Grand Banks) ist eine Gruppe von Unterwasserplateaus südöstlich von Neufundland auf dem nordamerikanischen Kontinentalschelf. Das Gebiet ist bekannt für hohen Seegang.
In Tiefen von 25 bis 100 Metern treffen dort der kalte Labradorstrom und der warme Golfstrom aufeinander. Das Zusammentreffen dieser beider Ströme und die Lage am Schelf hat zur Folge, dass vermehrt Nährstoffe an die Oberfläche gespült werden. Diese Bedingungen tragen dazu bei, dass die Neufundlandbank zu den reichsten Fischgründen der Erde zählt. Fischarten wie der Kabeljau, Schellfisch, aber auch Kammmuscheln und Amerikanischer Hummer werden gefangen. Nach Zeiten der extensiven Überfischung gelten seit den 1990er Jahren strenge Regeln der kanadischen Regierung, um dem Fischbestand Zeit zur Erholung zu geben.
Zusätzlich zum Fischreichtum verursacht das Aufeinandertreffen des kalten und warmen Stromes vermehrt Nebel. Hinzu kommen gelegentlich Eisberge und der starke Verkehr auf der transatlantischen Schiffsroute, der die Neufundlandbank zu einem gefährlichen Gebiet für Kapitäne macht.
Hier ist auch der Fischtrawler Andrea Gail verschwunden.
Am 18. November 1929 ereignete sich ein Seebeben mit der Stärke 7,2 nach Richter im südwestlichen Teil der Neufundlandbank. Der daraus resultierende Erdrutsch verursachte große Schäden an den Transatlantischen Telefonkabeln. Hinzu kam ein seltener atlantischer Tsunami, welcher auf die Südküste Neufundlands traf und bei dem 27 Menschen ihr Leben verloren.
Auch Erdölvorkommen wurden auf der Neufundlandbank entdeckt. Zu den größten Erdölfeldern zählen die Projekte Hibernia, Terra Nova und White Rose. Die Erdölförderung musste 1982 jedoch einen Rückschlag hinnehmen, als die Bohrinsel Ocean Ranger in einem starken Wintersturm sank.
In den frühen Morgenstunden des 11. September 1995 wurde über der Neufundlandbank eine der höchsten Wellen überhaupt gesichtet. Das Passagierschiff Queen Elizabeth 2 wurde auf dem Weg nach New York von einer 33 Meter hohen Monsterwelle getroffen, die durch den ungewöhnlich weit in den Nordatlantik gezogenen Hurrikan Luis verursacht worden war.